# La muerte viviente
La muerte viviente (también conocida como Isla de los muertos) es una película de terror mexicana de 1971 dirigida por Juan Ibáñez y protagonizada por Boris Karloff y Julissa. La película fue lanzada como Isle of the Snake People en los Estados Unidos y Snake People en el Reino Unido, además de ser lanzada bajo su título en español en los Estados Unidos como una película en español. Más tarde fue doblada en inglés, pero recibió poca distribución teatral, y luego fue lanzada para la televisión.

## Argumento
El capitán Labesch (Rafael Bertrand) llega a una isla remota, decidido a acabar con la ilegalidad de la isla, ya que en ella se realizan ritos vudú practicados por el malvado sacerdote Damballah (Boris Karloff). Labesch comienza con el magnate local Carl van Molder y su estudio de la isla. Van Molder advierte a Labesch que no interfiera con la población local. Annabella (Julissa), la sobrina de van Molder de visita en la isla, es una partidaria del Movimiento por la Templanza que quiere que su tío ayude a financiar la Liga Internacional Anti-Salón. Ella se enamora del guapo teniente de policía Andrew Wilhelm (Carlos East), a pesar de su afición por el ron. Mientras tanto, hermosas chicas nativas se están transformando en zombis, y una siniestra bailarina de serpientes llamada Kalea (Yolanda Montes) las lleva a atacar y devorar a cualquier entrometido que se acerque demasiado a sus rituales impíos. Cuando Annabella es secuestrada y preparada para ser el último sacrificio humano del culto, Labesch y Wilhelm tienen que infiltrarse en sus filas para salvarla, y finalmente descubren la identidad secreta del todopoderoso Damballah.

## Reparto
- Boris Karloff como Carl van Molder / Damballah.
- Julissa como Anabella Vandenberg.
- Carlos East como Tte. Andrew Wilhelm (como Charles East).
- Rafael Bertrand como Cap. Pierre Labesch (como Ralph Bertrand).
- Yolanda Montes «Tongolele» como Kalea (como Tongolele).
- Quintín Bulnes como Klinsor.
- Rafael Muñoz Aldrete como Enano (como Santanon).
- Julia Marichal como Mary Ann Vandenberg (como July Marichael).

## Producción
La muerte viviente es una de las cuatro películas de terror mexicanas de bajo presupuesto que Karloff hizo en un paquete con el productor mexicano Luis Enrique Vergara, las otras siendo Invasión siniestra,  La cámara del terror y Serenata macabra. Con Karloff habiendo firmado para la película, Vergara obtuvo financiación para las cuatro películas de Columbia Pictures, que luego las distribuiría. Karloff recibió $ 100 000 por película. Karloff inicialmente rechazó los guiones de todas las películas, pero aceptó después de que fueron reescritos por Jack Hill.
Se planeó la filmación en México, pero el enfisema pulmonar de Karloff le impidió trabajar a esa altitud. Las escenas de Karloff en las cuatro películas fueron dirigidas por Jack Hill en los Dored Studios en Los Ángeles en la primavera de 1968. Entre tomas, Karloff descansaba en una silla de ruedas. Las películas se completaron en México en Studios America México. Algunas escenas adicionales que involucran al personaje de van Molder fueron filmadas usando un doble de Karloff llamado Jerry Petty. Debido a la muerte inesperada de Vergara, el lanzamiento de la película se retrasó para determinar los derechos de herencia de la ley mexicana. Las cuatro películas en el paquete fueron lanzadas después de la muerte de Karloff en 1971.

## Recepción
Columbia Pictures lanzó las cuatro producciones de Azteca Films para las que Karloff filmó sus escenas en Los Ángeles durante un período de dos años después de su muerte en 1969. Fueron descartados, tanto por los críticos como por los fanáticos de Karloff, como esfuerzos no distinguidos. Críticos apuntaron también a que la película, cuando se lanzó, parecía ser anticuada e inferior entre su filmación y su lanzamiento, otra película de zombis, La noche de los muertos vivientes (1968), había elevado los estándares para el género. Escribiendo en The Zombie Movie Encyclopedia, el académico Peter Dendle dijo: «Aunque a veces es extraño hasta el punto de ser psicodélico, esta oferta mansa consiste en escenas interminables de ritos nativos, mujeres que intentan parecer seductoramente malvadas y tomas de serpientes».